# Chiến dịch Chernigov-Pripyat
Chiến dịch tiến công theo hướng Chernigov-Pripyat là một phần của Cuộc chiến trên vùng sông Dniepr vào giai đoạn cuối của Chiến tranh thế giới thứ hai trên Mặt trận Xô-Đức. Diễn ra từ ngày 26 tháng 8 đến ngày 30 tháng 9 năm 1943, chiến dịch này được coi là các hoạt động quân sự mở đầu cho chuỗi trận đánh giành sông Dniepr của quân đội Liên Xô trong cuộc tổng phản công thu - đông 1943. Chiến dịch này cũng là chiến dịch bộ phận của Chiến dịch Chernigov-Poltava do Phương diện quân Trung tâm và Phương diện quân Voronezh thực hiện. Trong đó, Phương diện quân Voronezh nhận nhiệm vụ tấn công trên hướng Chernigov-Poltava, Phương diện quân Trung tâm nhận nhiệm vụ tấn công trên hướng Chernigov-Pripiat và dành một phần lực lượng phối hợp với Phương diện quân Voronezh trên hướng Sumy-Priluki.
Tham gia chiến dịch về phía Liên Xô có gần 580.000 quân thuộc Phương diện quân Trung tâm (từ ngày 20 tháng 10 năm 1943 đổi tên thành Phương diện quân Byelorussia) dưới sự chỉ huy của Đại tướng K. K. Rokossovsky. Chiến dịch này nhằm phá vỡ một phần phòng tuyến phía Đông (Phòng tuyến Panther-Wotan) của quân đội Đức Quốc xã ở thượng nguồn sông Dniepr, hỗ trợ bên sườn cho các cuộc tấn công của Phương diện quân Voronezh hoạt động trên hướng Sumy-Priluki và Phương diện quân Thảo Nguyên hoạt động trên hướng Kremenchug-Poltava.

## Bối cảnh và ý đồ tác chiến

### Quân đội Liên Xô
Sau trận Kursk, quân đội Xô Viết đã nắm được quyền chủ động chiến lược trên Mặt trận Xô-Đức. Các chỉ huy Xô Viết muốn nhanh chóng phát huy chiến quả trận Kursk nhằm chiếm lại vùng tả ngạn sông Dniepr, một địa bàn có ý nghĩa chiến lược không chỉ vì quân sự - chính trị mà quan trọng hơn cả còn là về kinh tế. Vùng thượng nguồn sông Dniepr nối liền với vùng đầm lầy Pripyat không nhiều dân cư và nguồn lợi, nhưng lại có ý nghĩa quan trọng về quân sự. Chiếm được vùng đất này, quân đội Liên Xô sẽ mở ra triển vọng tiến đến miền Nam Ba Lan, chia cắt Cụm tập đoàn quân Trung tâm (Đức) và Cụm tập đoàn quân Nam, phá vỡ thế bố trí chiến lược theo kế hoạch Phòng tuyến Panther-Wotan của quân đội Đức Quốc xã. Chiến dịch này một mặt tạo bàn đạp cho quân đội Liên Xô tiến đánh mặt Nam của Cụm tập đoàn quân Trung tâm (Đức) đang phòng ngự ở Belarussia và tiến đánh mặt Bắc của Cụm tập đoàn quân Nam đang phòng ngự bên hữu ngạn sông Dniepr.

### Quân đội Đức Quốc xã
Dù biết rằng khu vực Pripyat như một vùng "chia cắt tự nhiên" giữa Belarussia và Tây Ukraina nhưng Bộ Chỉ huy tối cao quân đội Đức Quốc xã không đủ lực lượng để rải quân ra vùng đất này. Những binh đoàn chủ yếu của Cụm tập đoàn quân Nam đang phải chiến đấu giữ Kiev, Kremenchug, Poltava, Dnipropetrovsk, Zaporoze, Nikolayev và nhiều cứ điểm quan trọng khác dọc theo sông Dniepr. Người Đức cho rằng vùng đầm lầy Pripyat hiểm trở, khó triển khai lực lượng cơ giới và pháo binh hạng nặng, sẽ trở thành vật cản tự nhiên đối với quân đội Liên Xô.

## Binh lực

### Quân đội Liên Xô
Phương diện quân Trung tâm là lực lượng chủ công của chiến dịch do Đại tướng K. K. Rokossovsky chỉ huy, trong biên chế có:
- Tập đoàn quân 13 của Trung tướng N. P. Pukhov có nhiệm vụ tấn công trên hướng Trubchevsk - Gomel. Biên chế gồm có.
  - Quân đoàn bộ binh cận vệ 17 gồm các sư đoàn bộ binh cận vệ 6, 70, 75.
  - Quân đoàn bộ binh cận vệ 18 gồm các sư đoàn bộ binh cận vệ 2, 3 và Sư đoàn bộ binh cơ giới cận vệ 4.
  - Quân đoàn bộ binh 15 gồm các sư đoàn bộ binh 8, 74, 148.
  - Quân đoàn bộ binh 29 gồm các sư đoàn bộ binh 15, 81, 307.
  - Pháo binh của Tập đoàn quân gồm Sư đoàn pháo binh 5 (tăng cường từ pháo binh chiến lược của Đại bản doanh); Sư đoàn pháo binh 12; Sư đoàn súng cối cận vệ 5; Sư đoàn phòng không 1; Sư đoàn phòng không 25; 2 trung đoàn pháo chống tăng; 2 trung đoàn súng cối và 1 trung đoàn phòng không độc lập
  - Thiết giáp của Tập đoàn quân gồm Lữ đoàn xe tăng 129, các trung đoàn xe tăng độc lập 27, 28, 30, 43; Trung đoàn pháo tự hành 1442 và tiểu đoàn cơ giới trinh sát 49.
- Tập đoàn quân 48 của Trung tướng P. L. Romanenko có nhiệm vụ tấn công trên hướng Trubchevsk - Gomel. Biên chế gồm có
  - Quân đoàn bộ binh 42 gồm các sư đoàn bộ binh 16, 202, 399
  - Các sư đoàn bộ binh độc lập 73, 137, 143, 170
  - Pháo binh của Tập đoàn quân gồm Trung đoàn pháo nòng dài 1168, Lữ đoàn pháo chống tăng 2, Trung đoàn pháo chống tăng cận vệ 220, Trung đoàn súng cối 479; Sư đoàn phòng không 16, Trung đoàn phòng không 461.
  - Thiết giáp của Tập đoàn quân gồm các trung đoàn xe tăng hạng nhẹ 45, 193, 299; các trung đoàn pháo tự hành 1454, 1455, 1540; Tiểu đoàn xe tăng 9 và Tiểu đoàn trinh sát cơ giới 37
- Tập đoàn quân 65 của Trung tướng P. I. Batov có nhiệm vụ tấn công trên hướng Novgorod-Seversky. Biên chế gồm có:
  - Quân đoàn bộ binh 18 gồm các sư đoàn bộ binh 69, 149, 246.
  - Quân đoàn bộ binh 27 gồm các sư đoàn bộ binh 60, 193 và Lữ đoàn bộ binh 115
  - Các sư đoàn bộ binh 37 (cận vệ), 181, 194, 354.
  - Pháo binh của Tập đoàn quân gồm Sư đoàn pháo binh 4 (tăng cường từ pháo binh chiến lược của Đại bản doanh), các trung đoàn pháo chống tăng 120, 543; các trung đoàn súng cối 143 (cận vệ), 218, 478; Trung đoàn lựu pháo 94 và Trung đoàn phòng không 235.
  - Thiết giáp của Tập đoàn quân gồm các trung đoàn xe tăng hạng nhẹ 25 (cận vệ), 40, 84 và 255.
- Tập đoàn quân xe tăng 2 của Trung tướng I. S. Bogdanov có nhiệm vụ phối hợp tấn công trên hướng Novgorod-Seversky. Biên chế gồm có:
  - Quân đoàn xe tăng 3 gồm 3 lữ đoàn xe tăng, 1 lữ đoàn cơ giới, 1 trung đoàn pháo tự hành, 1 trung đoàn pháo chống tăng, 1 trung đoàn súng cối, 1 trung đoàn phòng không và 1 tiểu đoàn trinh sát cơ giới.
  - Quân đoàn xe tăng 16 gồm 3 lữ đoàn xe tăng, 1 lữ đoàn cơ giới, 2 trung đoàn pháo tự hành, 1 trung đoàn pháo chống tăng, 1 trung đoàn súng cối và 1 tiểu đoàn trinh sát cơ giới.
  - Trực thuộc tập đoàn quân: Lữ đoàn xe tăng cận vệ 11, Tiểu đoàn xe tăng độc lập 87
- Tập đoàn quân 60 của Trung tướng I. D. Chernyakhovsky có nhiệm vụ tấn công trên hướng Konotop. Biên chế gồm có:
  - Quân đoàn bộ binh 24 gồm Sư đoàn bộ binh 112 và các lữ đoàn bộ binh 40, 129.
  - Quân đoàn bộ binh 30 gồm các sư đoàn bộ binh 121, 141 và 322.
  - Sư đoàn bộ binh 55 và Lữ đoàn bộ binh 248
  - Pháo binh của tập đoàn quân có Trung đoàn pháo binh 1156, Trung đoàn pháo chống tăng 1178, các trung đoàn súng cối 128, 138, 497, Trung đoàn lựu pháo 98, Đại đội súng phun lửa 286, các trung đoàn phòng không 217, 221 (cận vệ).
  - Thiết giáp của Tập đoàn quân có Lữ đoàn xe tăng 150, Tiểu đoàn cơ giới độc lập 58.
- Tập đoàn quân 61 của Trung tướng P. A. Belov (tăng viện từ lực lượng dự bị của Đại bản doanh cho hướng Konotop)
- Tập đoàn quân không quân 16 của Trung tướng S. I. Rudenko yểm hộ cho các cuộc tấn công mặt đất. Biên chế gồm 1 sư đoàn tiêm kích, 1 sư đoàn cường kích, 2 sư đoàn ném bom, 2 trung đoàn vận tải, 1 trung đoàn trinh sát-cứu hộ.
- Lực lượng dự bị của Phương diện quân:
  - Quân đoàn xe tăng 9 gồm 3 lữ đoàn xe tăng, 1 lữ đoàn cơ giới, 1 lữ đoàn pháo tự hành
  - Quân đoàn xe tăng 19 gồm 3 lữ đoàn xe tăng và 1 lữ đoàn cơ giới
  - Trung đoàn pháo tự hành 1541 và tiểu đoàn bộ binh mô tô 40.
  - Pháo binh gồm 1 lữ đoàn và 3 trung đoàn pháo binh, 2 lữ đoàn pháo chống tăng, 3 trung đoàn súng cối, 1 sư đoàn và 4 trung đoàn phòng không.

### Quân đội Đức Quốc xã
Đối diện với Phương diện quân Trung tâm (Liên Xô) là Tập đoàn quân 2 (Đức), đơn vị bị thiệt hại ít nhất trong Chiến dịch Kursk. Ngoài ra còn có một bộ phận Tập đoàn quân 9 và một phần Tập đoàn quân xe tăng 4 (thuộc Cụm tập đoàn quân Nam), bố trí từ Bắc xuống Nam gồm có:
- Cánh phải của Tập đoàn quân 9 do Thượng tướng Walter Model chỉ huy. Lực lượng tham chiến trên địa bàn gồm 1 quân đoàn bộ binh, bố trí trên hướng Trubchevsk - Gomel. Thành phần gồm có:
  - Quân đoàn bộ binh 35 của tướng Friedrich Wiese. Trong biên chế có các sư đoàn bộ binh 6, 72, 216, 292, 383
  - Sư đoàn xe tăng 2.
- Tập đoàn quân 2 của tướng Walter Weiss gồm 2 quân đoàn bộ binh và 2 quân đoàn xe tăng bố trí trên hướng Sevsk - Novgorod-Seversky. Sở chỉ huy Tập đoàn quân bố trí tại Novgorod-Seversky được cấu trúc thành một trong các khu phòng ngự kiên cố trên phòng tuyến phía Đông. Thành phần gồm có:
  - Quân đoàn xe tăng 46 của tướng Hans Gollnick. Trong biên chế có các sư đoàn xe tăng 4, 16; các sư đoàn bộ binh 7, 31, 258.
  - Quân đoàn bộ binh 7 của tướng Ernst-Eberhard Hell. Trong biên chế có các sư đoàn bộ binh 68, 78, 213, 323.
  - Quân đoàn bộ binh 20 của tướng Rudolf Freiherr von Roman. Trong biên chế có các sư đoàn bộ binh 45, 82, 86, 137, 251.
  - Quân đoàn bộ binh 13 của tướng Arthur Hauffe. Trong biên chế có các sư đoàn bộ binh 102, 327, 340, 377.
  - Quân đoàn xe tăng 56 của tướng Friedrich Hoßbach gồm các sư đoàn xe tăng 5, 12, các sư đoàn bộ binh 203, 321.
- Cánh trái của Tập đoàn quân xe tăng 4 do tướng Hermann Hoth gồm 1 quân đoàn bộ binh và 1 quân đoàn xe tăng bố trí trên hướng Rynsk - Glukhov - Konotop. Thành phần gồm có:
  - Quân đoàn xe tăng 24 của tướng Walther Nehring gồm các sư đoàn xe tăng 1, 7, 8; các sư đoàn bộ binh 68, 75, 208, 357.
  - Quân đoàn bộ binh 42 của tướng Franz Mattenklott gồm Sư đoàn xe tăng 17, các sư đoàn bộ binh 72, 88, 291 và Sư đoàn đổ bộ đường không 1.

Chủ lực Tập đoàn quân xe tăng 4 bố trí tại khu phòng ngự kiên cố Nyezhin có thể tăng viện cho sườn phía Nam của Tập đoàn quân 2.

## Diễn biến

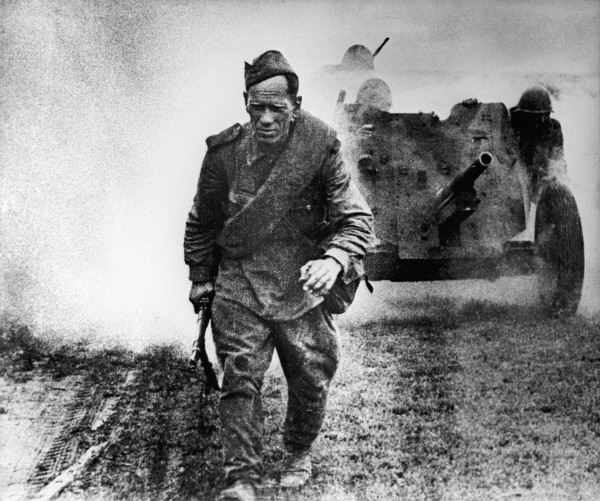
Một khẩu đội pháo chống tăng của quân đội Liên Xô hành quân bộ trên đường tấn công

Ngày 26 tháng 8, Tập đoàn quân 65 của tướng P. I. Batov mở màn chiến dịch bằng cuộc đột kích vào cứ điểm Sevsk. Được tăng cường Quân đoàn pháo binh 4 từ lực lượng dự bị chiến lược của Đại bản doanh, Tập đoàn quân 65 bắt đầu đột phá qua tuyến phòng thủ của Quân đoàn bộ binh 20 (Đức) ở Bắc và Nam Sevsk. Tướng Rudolf Freiherr von Roman bố trí các sư đoàn bộ binh 82, 86 và 251 (Đức) phòng thủ vòng ngoài. Trong trung tâm Sevsk là các sư đoàn bộ binh 45, 137 và Sư đoàn xe tăng 4 (của Quân đoàn xe tăng 46). Được hỏa lực của Sư đoàn pháo binh 4 bắn chế áp, Quân đoàn bộ binh 18 nhanh chóng đánh vòng qua phía Bắc sang phía Tây thành phố.
Ở phía Nam Sevsk, Quân đoàn bộ binh 27 gặp phải sức kháng cự mạnh của các sư đoàn bộ binh 86 và 137 nên tiến quân chậm hơn. Ngày 26 tháng 8, Quân đoàn chỉ tiến dược 5 km cách tiền duyên. Để đẩy nhanh tốc độ tấn công, chiều 26 tháng 8, tướng K. K. Rokossovsky tung Tập đoàn quân xe tăng 2 của tướng I. S. Bogdanov vào cửa đột phá. Ngay 27 tháng 8, đòn vây bọc thành phố từ hai phía của Tập đoàn quân 65 và Tập đoàn quân xe tăng 2 (Liên Xô) đã buộc Quân đoàn 20 (Đức) phải tháo chạy về Glukhov. Ngày 30 tháng 8, Tập đoàn quân 65 đã chiếm ngã tư đường sắt quan trọng tại Khutor-Mikhailovsky. Tướng Walter Model điều Sư đoàn xe tăng 2 và Sư đoàn bộ binh 6 đột kích từ phía Bắc vào Sevsk nhằm đánh vào sau lưng Tập đoàn quân 65 (Liên Xô). Ngày 31 tháng 8, Tập đoàn quân xe tăng 2 (Liên Xô) đánh bật các sư đoàn xe tăng 2 và bộ binh 6 (Đức) khỏi ngoại ô phía Bắc Sevsk, buộc các sư đoàn này phải lùi về phía Bắc sông Nerussa. Các tập đoàn quân 13 và 48 cũng tiến về phía Tây hơn 20 km, giữ sườn phải cho chủ lực Tập đoàn quân 65 tiếp tục tấn công. Trên cánh trái của Phương diện quân, Tập đoàn quân 60 với binh lực không mạnh nhưng đã phối hợp với các sư đoàn bộ binh 37, 181 của Tập đoàn quân 65 tổ chức đột kích vào Rynsk, đánh thiệt hại nặng các sư đoàn bộ binh 137 và 251 (Đức) đang trên đường tháo chạy về Glukhov, đánh chiếm Rynsk ngày 31 tháng 8.
Ngày 30 tháng 8, Phương diện quân Bryansk sử dụng Tập đoàn quân 63 mở cuộc tấn công phối hợp, chọc thủng "phòng tuyến Hagen" ở phía Nam Bryansk, đánh chiếm Navlya và phát triển về phía Tây. Quân đoàn bộ binh 35 và Sư đoàn xe tăng 2 (Đức) đóng ở phía Đông Trubchevsk rơi vào nguy cơ bị bao vây, buộc phải lùi về cố thủ tại Trubchevsk. Tận dụng chiến thắng của cánh trái Phương diện quân Bryansk, tướng K. K. Rokossovsky điều Tập đoàn quân 13 từ Dmitrovsk-Orlovsky về hướng Glukhov, tổ chức tấn công theo giữa Tập đoàn quân 65 và Tập đoàn quân 60 để khoét sâu lỗ đột phá về phía Tây. Ngày 1 tháng 9, Tập đoàn quân 13 đánh chiếm Krolevets. Ngày 2 tháng 9, Tập đoàn quân 60 đánh chiếm Putyvl. Ngày 3 tháng 9, Tập đoàn quân 65 đánh chiếm Shostka. Các đòn đột kích liên tục của ba tập đoàn quân Liên Xô đã đẩy Quân đoàn 20 Đức vào thế bị động đối phó và liên tục rút lui.
Ngày 6 tháng 9, Tập đoàn quân 60 vượt qua cứ điểm Konotop và lao nhanh về phía Priluki, Tập đoàn quân 13 vượt sông Seim, tiếp tục đột phá qua phía Bắc Bakhmach về hướng Nezhin. Quân đoàn xe tăng 9 (Liên Xô) được đưa vào dải tấn công của Tập đoàn quân 13 để phát huy chiến quả. Ngày 9 tháng 9, Quân đoàn xe tăng 9 phối hợp với các Quân đoàn bộ binh 29, Lữ đoàn xe tăng 129 và Sư đoàn bộ binh cơ giới cận vệ 4 bao vây và tiêu diệt Sư đoàn xe tăng 4, Sư đoàn bộ binh 82 (Đức) ở Bakhmach. Ngày 11 tháng 9, các sư đoàn xe tăng 7, 8, 16 (Đức) từ Priluki tổ chức phản kích và đội hình Tập đoàn quân 60 (Liên Xô) và chặn được Tập đoàn quân này ở phía Bắc Ichnaya trên sông Uday. Ngày 15 tháng 9, Tập đoàn quân 13 giải phóng Nezhin.
Trên cánh Bắc, ngày 16 tháng 9, các tập đoàn quân 65 và 48 tổ chức các trận công kiên, đánh bại Sư đoàn xe tăng 5 và các sư đoàn bộ binh 203, 321 (Đức), giải phóng Novgorod-Seversky. Ở phía Nam, Tập đoàn quân 38 và Tập đoàn quân xe tăng cận vệ 3 của Phương diện quân Voronezh cũng khởi động tấn công. Ngày 16 tháng 9, họ đánh chiếm Romny và tiến ra phía Đông Priluki, tạo điều kiện cho Tập đoàn quân 60 tránh được mũi đột kích bên sườn của Quân đoàn xe tăng 24 (Đức). Để tiếp tục mở rộng tấn công, ngày 18 tháng 9, Đại bản doanh Bộ Tổng tư lệnh Liên Xô điều Tập đoàn quân 61 từ lực lượng dự bị tăng cường cho Phương diện quân Trung tâm và bố trí nó tại chỗ hợp lưu giữa sông Seim và sông Desna, giữa hai tập đoàn quân 13 và 65.
Tập đoàn quân 2 (Đức) tiếp tục rút lui và củng cố phòng ngự của họ ở những tuyến mà họ cho rằng có thể cản được quân đội Liên Xô trước khi tập hợp về "Bức tường phía Đông". Một trong các tuyến được Thống chế Günther von Kluge và tướng Dietrich von Saucken chọn là sông Desna, một chi lưu lớn của sông Dniepr trên hướng Chernigov-Pripiat. Ngày 17 tháng 9, các sư đoàn còn lại của các quân đoàn bộ binh 20 và 35 đều rút về tuyến này. Các quân đoàn 7, 13 cố giữ vùng tả ngạn Dniepr từ thượng nguồn sông Uday qua phía Tây Nezhin đến phía Đông Chernigov, trấn giữ các con đường sắt và đường bộ từ Nezhin sang phía Tây, ngăn cản quân đội Liên Xô tiếp cận Kiev.
Nhưng với binh lực được tăng cường, Phương diện quân Trung tâm (Liên Xô) tiếp tục đột phá vào tuyến phòng thủ của các quân đoàn bộ binh 7 và 13 (Đức) tại khu vực phía Nam mặt trận, nơi không có các con sông đáng kể cản đường. Khởi đầu giai đoạn 2 của chiến dịch, ngày 17 tháng 9, Tập đoàn quân 38 bên cánh phải Phương diện quân Voronezh đã vượt sông Uday đột kích sang phía Tây. Tập đoàn quân 60 của Phương diện quân Trung tâm cũng vượt qua được "điểm nút" tại Ichnya tràn xuống hướng Tây Nam. Ngày 18 tháng 9, tuyến phòng thủ của các quân đoàn bộ binh 7 và 52 (Đức) tại sông Uday sụp đổ, Quân đội Liên Xô đánh chiếm Priluki và tiến mạnh về phía Borispol, cửa ngõ phía Đông Kiev.
Ngày 19 tháng 9, Quân đoàn bộ binh 30 và Lữ đoàn xe tăng 150 trên cánh phải của Tập đoàn quân 60 đã đột kích qua Bobrovytsia và tiến ra sông Desna. Tập đoàn quân 13 tập trung ba quân đoàn bộ binh, 1 lữ đoàn và 3 trung đoàn xe tăng tại khu vực bàn đạp Nezhin tấn công sang phía Tây và Tây Bắc, đánh tan các trung đoàn của Quân đoàn bộ binh 20 (Đức) chưa kịp củng cố phòng ngự, vượt sông Desna trong hành tiến. Ngày 21 tháng 9, cánh phải của Tập đoàn quân đánh chiếm Chernigov, cánh trái của Tập đoàn quân đánh chiếm thị trấn Mnevo (???) bên bờ sông Dniepr. Khu vực phía Nam phòng tuyến Desna của quân Đức hoàn toàn tàn vỡ.
Cùng ngày 19 tháng 9, Các tập đoàn quân 61, 65 và 48 hiệp đồng với Tập đoàn quân 63 (Phương diện quân Bryansk) tấn công vượt sông Desna. Đến ngày 22 tháng 9, cả bốn tập đoàn quân đã tiến ra tuyến Gorsk - Starodub. Riêng Tập đoàn quân 61 đã vượt sông Snob, đánh bại Sư đoàn xe tăng 16 và các sư đoàn bộ binh 31, 258 trong trận phản kích ngày 22 tháng 9 của Quân đoàn xe tăng 46 (Đức) tại khu vực giữa Shors và Gorsk. Trong tuần cuối cùng của tháng 9, cả năm tập đoàn quân của Phương diện quân Trung tâm đều tổng tấn công về phía Tây. Ngày 25 tháng 9, Tập đoàn quân 48 phối hợp với Tập đoàn quân 63 (Phương diện quân Bryansk) đánh chiếm Novozybkov. Ngày 30 tháng 9, ba tập đoàn quân 48, 63, 65 đã vây bọc Gomel từ ba phía. Các tập đoàn quân 13, 60, 61 đều đã áp sát tuyến sông Dniepr. Tập đoàn quân 13 vượt sông Dniepr chiếm khu bàn đạp Chernobyl tại rìa Đông Nam khu đầm lầy Pripiat, giữa hai con sông Dniepr và Pripiat. Tập đoàn quân 60 cũng vượt sông Dniepr đánh chiếm đầu cầu Lyutizh, sau này trở thành bàn đạp chủ yếu để đánh chiếm Kiev trong Chiến dịch tấn công hữu ngạn Dniepr.

## Kết quả
Sau hơn một tháng giao chiến, quân đội Đức Quốc xã đã phải rút lui toàn bộ khu vực tả ngạn sông Dniepr từ tuyến Dmitrovsk-Orlovsky - Rylsk đến tuyến Dobrush - Kiev. Người Đức cho rằng họ đã rút quân có trật tự. Tuy nhiên, trong các trận phản kích tại Sevsk, Novgorod-Seversky, các cuộc tháo chạy khỏi Glukhov, Bakhmach, Korop và các trận đánh phòng ngự bên bờ sông Dnepr, Tập đoàn quân 2 (Đức), các quân đoàn bộ binh 35, 42 và Quân đoàn xe tăng 24 (Đức) đã mất 16.504 người chết và mất tích, 39.340 người bị thương, khoảng 5.000 sĩ quan và binh sĩ Đức bị bắt làm tù binh. Tổng thiệt hại về người của quân Đức chiếm 22,5% tổng quân số tham gia các trận đánh.
Quân đội Liên Xô có 33.523 người chết và mất tích, 107.878 người bị thương. Tổng thiệt hại lên đến 141.401 người, chiếm đến 24% tổng quân số tham gia chiến dịch.
Quân đội Liên Xô đã chiếm được vùng tả ngạn thượng lưu sông Dniepr và một số bàn đạp bên hữu ngạn làm đầu cầu để tiếp tục cho các trận tấn công tiếp theo. Riêng khu vực Kiev đã trở thành một thành phố mặt trận. Nó được Goebbel gọi là "Pháo đài của Quốc trưởng". Trên khu vực Gomel, quân Đức còn giữ được thành phố này đến khi Phương diện quân Byelorussia tiến hành chiến dịch Gomel-Rechitsa vào tháng 11 năm 1943 và chiến dịch Kalinkovichi-Mozyr vào tháng 1 năm 1944, mở đường tiến vào giải phóng Byelorussya.